# Claude Fugain
Claude Fugain, née le 6 janvier 1945  à Grenoble, est un médecin français spécialisée en oto-rhino-laryngologie et en phoniatrie. 

## Biographie
Claude Fugain naît le 6 janvier 1945.
Fille du médecin et résistant Pierre Fugain, elle est aussi la sœur cadette du chanteur Michel Fugain,,. Enfant, elle désire devenir danseuse étoile et brille dans ses études devenant bachelière dès l'âge de 15 ans. Claude Fugain poursuit des études de médecine à Grenoble et devient docteur en médecine à l'âge de 23 ans,. Elle rejoint ensuite Paris, où elle se spécialise en ORL et en 1971 est major de cette spécialité.
Interne puis praticienne hospitalière dans le service d'ORL de l'hôpital Saint Antoine à l'APHP, elle travaille aux côtés du Pr. Claude-Henri Chouard sur le développement de l'implant cochléaire multiélectrodes,,.
Passionnée par la chirurgie de la corde vocale, elle découvre en 1969 la phoniatrie auprès du Dr François Le Huche. En 1972, elle rejoint son cabinet libéral pour poursuivre son activité de phoniatrie, avant d'ouvrir une consultation à l'hôpital Saint Antoine puis à l'hôpital Foch à Suresnes, où elle fonde le service « SOS voix » avec le Professeur Chabolle,. Elle vit les premières opérations de personnes sourdes dans les années 80 pour la pose d'implants cochléaires malgré les oppositions parfois violentes de certaines associations telles que «le monde des sourds».
Comme phoniatre, elle a alors pour patients plusieurs acteurs et personnalités médiatiques tels que Guillaume Gallienne, Jeanne Moreau, Muriel Robin, Philippe Noiret et Anne Parillaud,,,. 
En 2019, elle publie son autobiographie liée à ses cinquante ans de carrière, dénommée Médecin des voix, chez Grasset co-écrite avec la journaliste Violaine de Montclos,.

## Publications

### Articles
- Claude Fugain, « L'hôpital Foch donne de la voix - Fondation Foch », sur yumpu.com (consulté le 18 juin 2022)

### Ouvrages
- Claude Fugain et Violaine de Montclos, Médecin des voix, Bernard Grasset, dl 2019, 131 p. (ISBN 978-2-246-81699-7 et 2-246-81699-8, OCLC 1129084361, lire en ligne)[4].

### Préfaces
- Bernard Meyer, Cathy Morisseau et Christine Toffin (préf. Claude Fugain), Éducation auditive : de la parole à la musique, Amplifon, 2005, 82 p.